# Завулон
Завулон,  Зевулун (др.-евр. זבולן‬, Звулун) — согласно Библии, один из двенадцати сыновей патриарха Иакова. Был десятым сыном Иакова, младшим из шести детей от его первой жены Лии.

## Потомки Завулона
В Египте от него произошло Завулоново колено, которое при Исходе евреев из Египта состояло из 57 тыс. взрослых, способных носить оружие мужчин. При занятии Ханаана ему была отведена северо-западная часть страны, между Тивериадским озером и Средиземным морем. К числу его городов принадлежали Назарет и Кана.
В песне Деворы, относящейся к древнейшим частям Ветхого Завета, говорится, что пришли «от Завулона владеющие тростию писца», что «Завулон — народ, обрёкший душу свою на смерть» (Суд. 5:14, 18).

## В современной художественной литературе
Имя Завулона и его мистический ореол были использованы С. В. Лукьяненко в «Дозорах»: один из персонажей цикла, Завулон — тёмный Иной, Тёмный маг вне категорий, руководитель Дневного Дозора Москвы; дед главного героя цикла Антона Городецкого. Его основной противник — Гесер.